# Pherbellia
Pherbellia is een vliegengeslacht uit de familie van de slakkendoders (Sciomyzidae).

## Soorten
- P. albicarpa (Rondani, 1868)
- P. albocostata (Fallen, 1820)
- P. albovaria (Coquillett, 1901)
- P. aloea Orth, 1983
- P. alpina (Frey, 1930)
- P. annulipes (Zetterstedt, 1846)
- P. anubis Knutson, 1969
- P. argyra Verbeke, 1967
- P. argyrotarsis (Becker, 1908)
- P. austera (Meigen, 1830)
- P. beatricis Steyskal, 1949
- P. borea Orth, 1982
- P. brunnipes (Meigen, 1838)
- P. bryanti Steyskal, 1967
- P. californica Orth, 1982
- P. cinerella (Fallen, 1820)
- P. clathrata (Loew, 1874)
- P. czernyi (Hendel, 1902)
- P. dentata Merz & Rozkosny, 1995
- P. dorsata (Zetterstedt, 1846)
- P. dubia (Fallen, 1820)
- P. fisheri Orth, 1987
- P. footei Steyskal, 1961
- P. frohnei Steyskal, 1963
- P. fusca (Cresson, 1920)
- P. garganica Rivosecchi, 1989
- P. goberti (Pandelle, 1902)
- P. griseicollis (Becker, 1900)
- P. griseola (Fallen, 1820)
- P. guttata (Coquillett, 1901)
- P. hackmani Rozkosny, 1982
- P. idahoensis Steyskal, 1961
- P. inclusa (Wollaston, 1858)
- P. inflexa Orth, 1983
- P. knutsoni Verbeke, 1967
- P. limbata (Meigen, 1830)
- P. luctifera (Loew, 1861)
- P. majuscula (Rondani, 1868)
- P. marthae Orth, 1982
- P. melanderi Steyskal, 1963
- P. mikiana (Hendel, 1900)

- P. nana (Fallen, 1820)
- P. obscura (Ringdahl, 1948)
- P. obtusa (Fallen, 1820)
- P. oregona Steyskal, 1961
- P. paludum Orth, 1982
- P. pallidicarpa (Rondani, 1868)
- P. pallidiventris (Fallen, 1820)
- P. parallela (Walker, 1853)
- P. phela Steyskal, 1963
- P. pilosa (Hendel, 1902)
- P. prefixa Steyskal, 1967
- P. propages Steyskal, 1967
- P. quadrata Steyskal, 1961
- P. rozkosnyi Verbeke, 1967
- P. scutellaris (von Roser, 1840)
- P. schoenherri (Fallen, 1826)
- P. seticoxa Steyskal, 1961
- P. silana Rivosecchi, 1989
- P. similis (Cresson, 1920)
- P. sordida (Hendel, 1902)
- P. spectabilis Orth, 1984
- P. stackelbergi Elberg, 1965
- P. steyskali Rozkosny & Zuska, 1965
- P. subtilis Orth and Steyskal, 1980
- P. suspecta Orth and Steyskal, 1981
- P. tenuipes (Loew, 1872)
- P. trabeculata (Loew, 1872)
- P. trivittata (Cresson, 1920)
- P. ursilacus Orth, 1982
- P. ventralis (Fallen, 1820)
- P. vitalis (Cresson, 1920)